# Шазе, Рене де
Андре Рене Полидор Бальтазар Алиссан де Шазе, более известный как Рене де Шазе (фр. René de Chazet; 23 октября 1774, Париж — 23 августа 1844, там же) — французский писатель
, драматург, поэт, редактор, библиотекарь

.

## Биография
Сын государственного чиновника, дипломата. Сопровождал отца в Италию в 1792 году. Наиболее тяжёлые годы французской революции де Шазе провёл за границей. Вернулся на родину только в 1797 году.
Вернувшись во Францию, с трудом спасся от ссылки во время 18 фрюктидора, вследствие своего крайнего роялизма. Во время владычества Наполеона де Шазе старался льстить императору.
Сотрудничал со многими газетами, стал известен своими многочисленными пьесами.
После реставрации Бурбонов стал одним из редакторов журнала «Quotidienne» и в награду за свою преданность Бурбонам получил синекуру — должность библиотекаря в Версальском и Трианонском дворцах. В 1808 году претендовал на место во Французской академии.
Автор куплетов, песенок, романсов, был постоянным поставщиком драматических произведений для театров Комеди Франсез, Театр Пале-Рояль, театров Варьетте и Водевиль. Ему принадлежат более 150 пьес, из которых большая часть написана в сотрудничестве с другими писателями.

## Избранные сочинения
- «Il faut un état, ou la revue de l’an VI» (1798);
- «Champagnac et Suzette» (1800);
- «Les Russes en Pologne» (1812);
- «Les trois journées» (1812—1818);
- «Eloge de P. Corneille» (1808);
- «Eloge historique du duc de Berri» (1820);
- «Louis XVIII ou récit exact et authentique de ce qui s’est passé aux Tuileries les 13, 14, 15 et 16 sept. 1824» (1824) и др.

Кроме того, де Шазе написал обширную автобиографию, под заглавием «Mémoires, souvenirs, oeuvres et portraits» (1837).